# マーガレット (ドラァグクイーン)
マーガレット（東京都出身、1961年生まれ）は、日本の雑誌編集者、ドラァグクイーン、実業家。

## 略歴
和光大学卒業後、原宿の美容室「SASHU」を経営する渡辺サブロオの元でメイクアップの仕事に携わる。雑誌『CUTiE』での連載を契機に、ゲイ雑誌『Badi』に編集長代行（スーパーバイザー）として参画した。並行して、ドラァグクイーンとしても活動。同業者らからは、（同程度の経歴を持つ関西のドラァグクイーンである「西の魔女」シモーヌ深雪と並んで）「東の魔女」とも畏敬される
。文筆業やアロマオイルの輸入販売事業の経営を経て、2016年11月に、1万冊にも及ぶLGBT関連の蔵書より500冊から600冊を精選して閲覧に供する喫茶店「オカマルト」を新宿二丁目にて開業した。体調不良のため、2021年5月31日閉店。療養が明け、2022年4月4日、「ホモ本ブックカフェ・オカマルト」を新宿三丁目にてリニューアルオープンさせる。現在、木・金・土・日・月曜日の15時から22時まで営業中。

## 来歴

### 出生
中華民国出身の台湾人であるにもかかわらず中華人民共和国の中国共産党員であった父（廬氏）と日本人である母（小倉氏）との間に、次男として1961年に日本で生を受ける。父は、中華民国旅券を持たない不法入国者であった。父は日本で中国共産党のためスパイ活動に従事する傍ら、中華料理店を開き、また事業を経営するなどして一家の生計を支えたが、病に倒れると、家族は経済的に困窮してしまう。すると母は中華人民共和国へ渡り、中国共産党から資金援助を引き出し、家計に資した。神奈川県で暮らしていたこともあるが、東京都での暮らしが長い。

### 幼少期
マーガレットが幼稚園に通っていたころは、一家の暮らしに多少の余裕があったため、両親は郊外に一軒家を持った。しかし両親は共働きであったため、マーガレットと兄の面倒を見てもらうべく、男子大学生の家庭教師を迎えた。母が男子大学生に、マーガレットの臀部にできたおできに絆創膏を貼り直すよう依頼したところ、マーガレットは性的な羞恥心を感じ、その男子大学生の前で下着を脱ぐことができなかった。思春期になって、マーガレットは自分が異性ではなく同性に対して興味関心を抱いてしまうことを認識した。少年時代のマーガレットは、自身が同性愛者であることに葛藤し、その後は手首を切ったり、薬物に手を出すなど、自らのアイデンティティを確立するために苦しんだ。

### ゲイ雑誌『薔薇族』に落胆
マーガレットが小学校高学年のころ、近所の書店にてゲイ雑誌の草分けである『薔薇族』を見つけ、自分の求めていたものがなんであるのかを理解した。しかしそれをレジまで持ってゆき書店員に会計してもらうことに大変なためらいがあり、マーガレットは結局『薔薇族』を万引きしてしまった。その『薔薇族』を貪るように熟読したマーガレットは、当時の『薔薇族』の「ゲイは日陰者」という論調に違和感を覚え、万引きの後ろめたさも手伝い、悲嘆に暮れた。このときの思いが、その後の新しいゲイ雑誌の創刊と編集への原動力となった。

### メイクアップ・アーティストとして
和光大学を卒業したのち、原宿の美容室「SASHU」を経営する渡辺サブロオの元で、メイクアップの仕事に就いた。その仕事は10年間続けたが、腕を壊してしまい、指が動かなくなったため、キャリアの継続を断念した。

### 新ゲイ雑誌『Badi』創刊
1990年代の日本ではテレビドラマ『同窓会』が放送されるなど、ゲイブームが起こった。当時、広告料の収入で毎月1,800万円に加えて、雑誌自体の売上で毎月750万円、合計で毎月2,550万円が入ってくるゲイ雑誌の市場を独占していたのが、異性愛者である伊藤文學が編集長を務めていた『薔薇族』だった。この状況をよしとしなかったのが、ゲイ雑貨店「ルミエール」の経営者であった同性愛者の平井孝であった。平井はゲイ自身の手で運営される媒体事業の立ち上げを志し、「薔薇族に広告を出す側」だった当時のゲイビデオ制作会社やゲイ雑貨店の13社と連携して、『薔薇族』と同様の事業構造で新しいゲイ雑誌『Badi』を創刊した。当時、マーガレットは宝島社の雑誌『CUTiE』で美容関連の連載を持っており、ドラァグクイーンとしても活動していた。その活躍ぶりを見て、平井がマーガレットに声をかけ、創刊直前の『Badi』編集部へと招き入れた。当初は軽い気持ちで編集会議に参加したマーガレットだったが、編集長として招かれていた人物は編集部員をまとめる力量に欠けており、すぐに職を辞してしまった。平井が後任にマーガレットを指名したところ、マーガレットは「編集長」ではなく、あくまでも「編集長代行（スーパーバイザー）」ならば引き受けてもよいと答え、『Badi』の創刊（1993年）とその後の編集に辣腕を発揮することとなる。

### 『Badi』での功績
マーガレットの当面の目標は、競合他誌『薔薇族』の売上部数の記録を越えることだった。当時の『薔薇族』の発行部数は3万6,000部から3万7,000部程度だったというが、これを5年目にして達成してしまった。売上部数は最高で4万部にも達した。マーガレットはさらに、読者同士の貴重な出会いの場であった文通欄を分かりやすく工夫することで、1ヶ月の文通応募が3,000人を越えた。マーガレットは当時大学生だったブルボンヌを編集部へ招き入れるなど、若い才能の発掘と登用も怠らなかった。また、マツコ・デラックスが編集部に入ってからは、本人の編集者としてのセンスを高く評価していた。

### ゲイ・カルチャー誌『ファビュラス』創刊
しかしマーガレットは、『Badi』の躍進もそう長くは続かないであろうことを早々と予期していた。いずれ来るであろう売り上げの低迷に備え、ゲイ・ポルノ産業以外の一般企業からも広告出稿を得ることで会社としての収入基盤を強化すべく、マーガレットは『Badi』をブルボンヌやマツコ・デラックスら後進の手に委ね、自らはゲイ・ポルノを排した新しいゲイ・カルチャー誌『ファビュラス』の創刊（第1号は1999年12月5日発行）に腐心し、最大手の広告代理店であった電通との連携を模索していた。電通側は、1年間『ファビュラス』を様子見すると述べていたため、その間、ゲイ・ポルノ産業からの広告を新雑誌の誌面に掲載しないことは、決して譲れない一線であった。しかし、これまでゲイ・ポルノ産業の事業者から広告出稿を得て会社を経営していた平井の理解が追いつかず、平井は『ファビュラス』の第1号にフィストファックのゲイビデオの広告を入れてしまった。そのため、『ファビュラス』は電通からの支持を得ることができなくなり、第4号（2000年6月発行）をもってあえなく廃刊した。マーガレットはこれに消沈し、さらには出版不況も相まって、再び新しい潮流を作り上げる気力を奮い起こすことができず、編集の職を辞することとなった。

### ブック・カフェ「オカマルト」開業
その後、マーガレットは、文筆業やアロマオイルの輸入販売事業の経営を経て、2016年11月に、1万冊にも及ぶLBGT関連の蔵書より500冊から600冊を精選して閲覧に供する喫茶店「オカマルト」を新宿二丁目にて開業した。きっかけとなったのは、『薔薇族』や『さぶ』などでイラストを描いていた木村べんの死去に伴う蔵書の譲受である。木村のような一角の人物でさえ、遺族からすれば、男色の蔵書など受け入れがたいであろうことは察せられた。そのため、オカマルトは、木村がゲイとして生きた証でもある蔵書を次の世代へと伝えてゆくことをも目的とした。蔵書に関しては、木村から譲受したというよりも、預かっているという感覚のほうが強いという。
マーガレットの蔵書については、いくつかの大学から引き受けの申し出が来たこともある。しかし、マーガレットは、ミシェル・フーコーの著書などは収蔵されても、『風俗奇譚』や『問題SM小説』などは廃棄されてしまうのではないかと危惧し、異性愛者の手による蔵書の選別をよしとせず、その申し出を断った。
また、若いLGBTへ向けて、そしてオカマルトについて以下のように語っている。

### 「オカマルト」の閉店と療養、再開
マーガレットは体調不良のため、2021年5月31日、オカマルトを閉店した。家族の支援のもと療養。マーガレットの蔵書は実兄の小倉亮が保管し、有効活用へ向けて取り扱いが検討されていた。亮は蔵書の維持、管理、展示等を目的として「一般社団法人オカマルト」を設立、寄附を呼びかけた。その後、体調復帰し、マーガレットは2022年4月4日、新宿2丁目ほど近くに、オカマルトをリニューアルオープンした。

## 作品

### 編集・ライターとして関わった作品
- 『別冊宝島159 ゲイの贈り物』(宝島社、1992年6月25日)[20]
- 『別冊宝島EX ゲイのおもちゃ』(宝島社、1992年12月8日)
- 『別冊宝島EX ゲイの学園天国!』(宝島社、1994年1月13日)